# Virtual Cartuning
Virtual Cartuning oder virtuelles Autotuning bezeichnet das Bearbeiten eines Autofotos mittels professioneller Bildbearbeitungsprogramme. Ursprünglich wurden dabei die abgebildeten Autos mit Tuninganbauteilen versehen, die von anderen Bildern kopiert wurden. Der Begriff Virtual Cartuning stammt aus dem Englischen, da sich im englischsprachigen Raum des Internets die ersten Gemeinschaften bildeten.
Die fertigen Bilder werden meist als Fake, Fakecar oder Chop (englisch to chop ‚zerhacken‘) bezeichnet. Aus diesen Begriffen leiten sich auch weitere gängige Bezeichnungen für Virtual Cartuning ab wie Choppen oder Faken.

## Programme/Techniken

### Programme
Überwiegend werden heute professionelle Bildbearbeitungsprogramme verwendet. Da es sich hier um eine reine Bildbearbeitung handelt, werden keine 3D-Programme verwendet. Der Großteil der aktiven Mitglieder verwendet Adobe Photoshop. Dies hat den Hintergrund, dass fast alle Anleitungen (Tutorials) für Virtual Cartuning für dieses Programm geschrieben wurden und somit der Einstieg wesentlich erleichtert wird. Es werden aber auch die Programme Corel Paint Shop Pro und das freie Programm GIMP vereinzelt verwendet. Geeignet sind prinzipiell alle Bildbearbeitungsprogramme, besonders jene, die eine Ebenenverwaltung zulassen.

### Techniken
Es gibt zwei grundsätzlich verschiedene Techniken wie in allen Bereichen der Bildbearbeitung. Zum einen ist das Copy & Paste und zum anderen das so genannte Brushing. 
Beim Copy-&-Paste-Verfahren werden die gewünschten Teile von Fotos bereits getunter realer Autos kopiert und angepasst. So entsteht aus mehreren realen Autos ein virtuelles Auto. Für die Verwendung dieser Technik ist relativ wenig Erfahrung nötig, sie wird daher gerne von Einsteigern genutzt und auch generell für den Einstieg empfohlen. 
Unter Brushing versteht man das Malen völlig neuer Teile mittels der verwendeten Software. Dies wird im Allgemeinen als die Königsdisziplin angesehen, da hierfür eine besonders hohe Vorstellungskraft und räumliches Denken vonnöten sind. Darüber hinaus ist eine gewisse Erfahrung in der Bildbearbeitung und ein fundiertes Wissen über Lichtreflexe und Schattenwürfe erforderlich. Diese Technik hat sich mittlerweile soweit entwickelt, dass neben neuen Teilen auch komplette Autos mit der Grafikbearbeitungssoftware erstellt werden.